# زمین‌لرزه ۱۱ نوامبر ۲۰۰۴ اندونزی
زمین‌لرزه اندونزی  در تاریخ ۱۱ نوامبر ۲۰۰۴ میلادی، برابر با ‎۲۱ آبان ۱۳۸۳، ساعت ۲۱:۲۶:۴۱ به زمان یوتی‌سی در اندونزی رخ داد. ژرفای این زلزله ۱۳ کیلومتر بود، و بزرگی آن ۷٫۵ در مقیاس Mw اعلام شده‌است. زمین‌لرزه به وقت محلی در روز جمعه، ساعت ۵ روی داده و منطقه زمانی آن یوتی‌سی +۸ بوده‌است .
سازمان زمین‌شناسی آمریکا نیز رومرکز این زمین‌لرزه را در مختصات ۸°۰۹′۰۷″جنوبی ۱۲۴°۵۲′۰۵″شرقی / ۸٫۱۵۲°جنوبی ۱۲۴٫۸۶۸°شرقی و ژرفای آن را در ۱۰ کیلومتر گزارش کرده‌است. بزرگی برگزیدهٔ این سازمان از میان بزرگی‌های محاسبه‌شدهٔ مختلف ۷٫۵ در مقیاس Mw بوده و از دید اثر، در میان چهار دسته‌بندی «نامحسوس»، «محسوس»، «زیان‌آور» یا «با تلفات»، زلزله را «با تلفات» اعلام کرده‌است.۷۸۱ ساختمان در زمین‌لرزه خراب شده‌است.رانش زمین در آن به وجود آمده‌است.
پروژهٔ «تنسور گشتاور مرکزوار» زاویه‌های (راستا، شیب، ریک) گسل سازندهٔ زمین‌لرزه و صفحه عمود بر آن را (°۶۷، °۲۷، °۷۲) یا (°۲۶۷، °۶۵، °۹۹) و نوع گسل را «معکوس» فرارسانده‌است.
شمار کشتگان زلزله حدود ۳۴ نفر بوده‌است.تعداد زخمیان ۴۰۰ نفر برآورده شده‌است.